# Edward Clariss

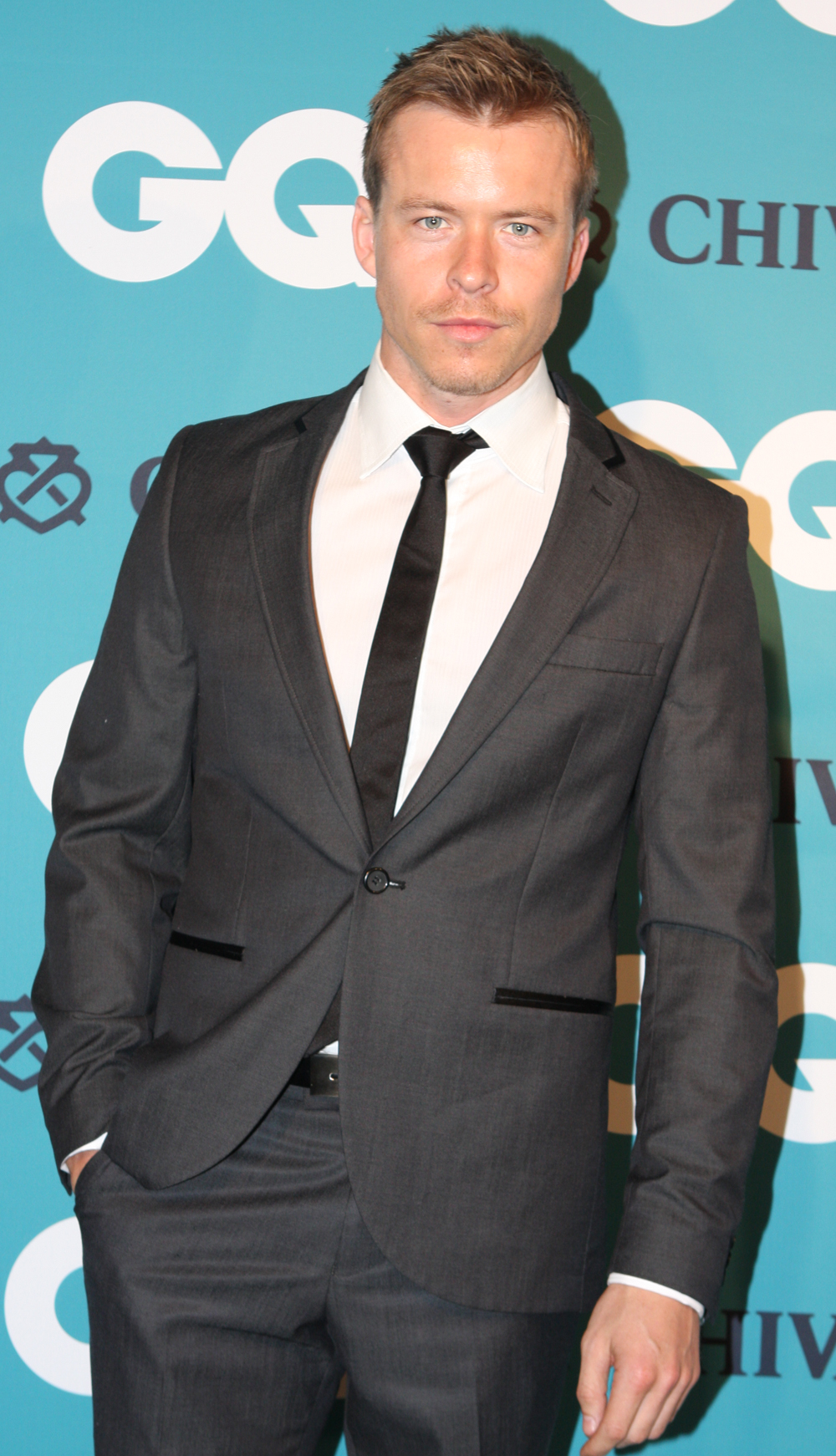
Todd Lasance interpretó al Rival en la Tercera temporada de la serie The Flash (2014).

Edward Clarris (El Rival o Flash Rival) es un personaje ficticio, un supervillano de los cómics publicados por la editorial estadounidense DC Comics en la Edad Dorada. Es uno de los enemigos de Jay Garrick, el primer Flash de la Edad Dorada. Edward fue el primer velocista supervillano en ser conocido por usar el alias Flash Reverso. su prime aparición fue en Flash Comics N° 104 (febrero de 1949). Clarris es también conocido como el Flash Reverso de la Edad Dorada.
El personaje fue creado por John Broome, Joe Kubert y Carmine Infantino.

## Biografía
Edward Clariss fue profesor en la Universidad de Keystone City, Kansas, universidad a la que asistió el Flash de la Edad de Dorada, Jay Garrick. Comenzó a pensar que los poderes de velocidad de Garrick, podrían estar relacionados con los productos químicos en uno de los laboratorios de la universidad. Una explosión en el laboratorio había dañado muchos de los suministros, pero Edward encontró una muestra de agua dura (Parte de la fórmula que le había dado a Garrick su velocidad) y comenzó a trabajar en una fórmula similar. Edward entonces creyó que había recreado una fórmula que le dio a Garrick su velocidad, la cual llamó "Velocidad 9". Amargado por el rechazo y las burlas de sus afirmaciones por parte de la comunidad científica, Clariss se convirtió en un criminal, y creó una versión más oscura del traje de Flash para vengarse de quienes se burlaron de él , luego regresó a Keystone City y contrató a criminales para así crear una banda con poderes de supervelocidad y así derrotar a Flash (Jay Garrick). Sin embargo, su versión de la fórmula resultó ser temporal, y fue derrotado cuando se quedó sin poderes al vencerse el periodo efectivo de su fórmula. Fue ahí cuando revela su identidad y termina siendo detenido.
Unos meses más tarde después de la primera aparición de Clariss, inexplicablemente su supervelocidad regresó y gracias a ella logró escapar de prisión. En un segundo encuentro, Rival mejora su fórmula, volviéndose más rápido que Jay Garrick, pero la inestabilidad de su cuerpo al alcanzar la velocidad de la luz, hace que se fusione con la Fuerza de la Velocidad, desapareciendo de la realidad. Varios años después, luego de la reformación de la Sociedad de la Justicia de América en 1999, el villano Johnny Sorrow rescata a Clariss de la Fuerza de la Velocidad (que es el Valhalla de los velocistas caídos, tanto buenos como malos, y también la fuente de sus poderes) y lo invitó a unirse a la nueva Sociedad de la Injusticia, pero su cuerpo se había vuelto pura energía cinética, perdiendo su humanidad y volviéndose una especie de demonio veloz.

## Aparición en The Flash
Edward Clariss aparece en el primer episodio de la Tercera temporada de la serie The Flash en la línea de tiempo Flashpoint, la cual es producto de Barry habiendo salvado a su mamá de ser asesinada por Flash Reverso. En esa línea temporal, Edward es un malvado velocista que de alguna manera obtuvo el acceso a la fuerza de velocidad dándole sus poderes. Edward es también el archienemigo de Wally West/Kid Flash en esa línea de tiempo. Es derrotado gracias a los esfuerzos conjuntos de Barry, Wally y Joe West(un oficial de policía de Ciudad Central, un tanto irresponsable) guiados por los otros miembros de El Equipo Flash. Cisco Ramón, genio informático y millonario en esa línea temporal, y Caitlin Snow (una oculista pediátrica dentro de esa línea temporal) aunque éste deja herido de muerte a Wally y, cuando está a punto de matar a Barry, es asesinado por un disparo de Joe.
Después de que la línea de tiempo es restaurada por Barry (dejando que Flash Reverso mate a su madre) Alquimia, un sirviente de Savitar, dios hindú de la velocidad y el antagonista principal en la tercera temporada, le regresa a Clariss sus poderes y recuerdos que poseía en Flashpoint. Con la ayuda de Alquimia, Clariss intenta matar a Barry, pero es nuevamente derrotado por este. Mientras está encarcelado en Iron Heights, Clariss es asesinado por Savitar por su fracaso.
- Datos: Q10339742